# لورا، دختر چمن‌زار
لورا، دختر چمن‌زار (انگلیسی: Laura, the Prairie Girl) یک مجموعه تلویزیونی انیمه ساخت کشور ژاپن است.
این انیمه که توسط استودیو نیپون انیمیشن ساخته شده از اکتبر ۱۹۷۵ تا آوریل ۱۹۷۶ از شبکه توکیو برودکاستینگ سیستم پخش می‌شده است. این انیمه داستان زندگی لورا اینگلز وایلدر نویسنده اهل ایالات متحده آمریکا است.